# 신경숙 (국문학자)
신경숙 (1953년 ~ )은 대한민국의 국문학자이다. 주로 조선후기 시가를 연구한다. 서울교대, 한성대, 고려대학교에서 배웠으며, 고려대학교에서 석·박사 학위를 받았다. 현재 한성대학교 교수이다.

## 저서
- 《19세기 가집의 전개》(계명문화사, 1994)
- 《조선후기 시가사와 가곡 연행》(고대 민족문화연구원, 2011)